# Purî
Pour les articles homonymes, voir Puri (homonymie).
Purî est une ville de l'Inde située dans l'État de l'Odisha, l'une des sept villes saintes de l'Inde – avec Ayodhya, Mathura, Māyā, Kāsi, Kāñchī, Avantikā et Dvārāvatī – ainsi que l’une des quatre villes où Shankara a fondé un monastère de son ordre monacal, appelé Dashanami. Elle est sur la côte du golfe du Bengale, située à 500 kilomètres au sud-ouest de Kolkata et à 60 kilomètres au sud de Cuttack. Elle est l'un des sommets du triangle Bhubaneswar-Konârak-Purî qui concentre la majeure partie du patrimoine culturel de l'État. En 2011, sa population est de 201 026 habitants.
Purî est le chef-lieu du district de Purî.

## Histoire
La ville, probablement très ancienne, a porté au cours du temps d'autres noms comme Srî Kshetra, Purushottamapurî ou Jagannâthapurî. La tradition l'identifie aussi à Dantapura, littéralement la ville de la dent, qui hébergeait la dent de Bouddha, une relique sainte du bouddhisme recueillie dans les cendres de son bûcher de crémation et envoyée par Ashoka au Sri Lanka (elle se trouve maintenant dans le Dalâda Maligawa, le Temple de la Dent de Kandy).
Les grands maitres hindous Shankarâchârya et Chaitanya y séjournèrent.
Purî est entièrement dédiée à Krishna, sous sa forme de Jagannâtha, et c'est un des lieux de pèlerinage, ou tirtha, les plus sacrés de l'Inde. Une des manifestations les plus fameuses de cette dévotion est la fête des chars ou Râthayâtra, où les divinités du temple, Jagannâtha, son frère Balabhadra (en) et sa sœur Subhadra défilent dans la ville sur des chars de procession (râtha). L'événement, qui a lieu chaque année au mois d'Âshâdha, soit en juin-juillet, est célèbre dans toute l'Inde et depuis peu[Quand ?] retransmis en direct à la télévision indienne.

## Plage de Puri
Au coucher de soleil, la plage de Puri revient aux enfants et aux flâneurs. Le jour ce sont les pêcheurs, leurs familles et les marchands qui envahissent le sable. On marchande les prises, on négocie le prix de perles éventuelles, on récupère quelques poissons pour le repas.
Les familles à Calcutta louent chaque hiver à Puri des bungalows en bord de mer.  

## Le temple de Jagannâtha

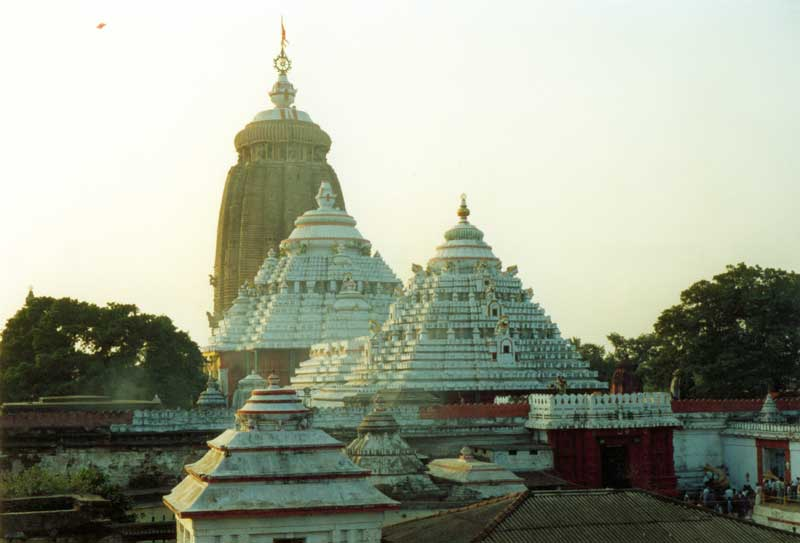
Le temple de Jagannath à Purî.

Un des lieux les plus saints de l'Inde est le temple de Jagannâtha de la ville, dont la principale statue de culte est supposée contenir les reliques de Krishna. Seuls sont autorisés à entrer dans le temple les hindouistes ou les personnes d'origine indienne,. Les visiteurs non autorisés peuvent avoir une vue sur l'enceinte du temple à partir du toit de la bibliothèque Raghunandan qui se trouve à proximité.
Cette statue, plus ancienne que le temple lui-même, est un morceau de bois assez grossier.
Selon la légende, les restes des ossements de Krishna furent recueillis par de pieuses personnes après sa crémation, ce que l'on peut rapprocher de ce qui a été dit de la dent de Bouddha, ci-dessus. Vishvakarma, sous la demande d'Indra ou de Vishnu aurait commencé à lui sculpter un reliquaire, mais dérangé dans sa tâche, aurait laissé la sculpture à l'état d'ébauche.
Le temple de Purî tel que nous le connaissons aujourd'hui est bâti sous l'égide du souverain de la dynastie des Ganga de l'Est, Anantavarman Chodaganga (1077-1147) au XIIe siècle. Construit dans le style caractéristique de l'Orissâ, il comporte un sikhara de plus de soixante mètres, qu'on appelle deul dans cette région, précédé d'un jaga mohan, d'un natamandir et d'un bhog mandir. Il est enclos d'un mur d'enceinte de 218 mètres sur 210, et haut de 6 mètres percé de quatre portes, à l'est, la Singhadwara ou Porte du Lion, au sud, l’Ashwadwara ou Porte du Cheval, à l'ouest, la Vyaghradwara ou porte du Tigre et au nord, le Hatidwara ou Porte de l'Éléphant.
Dans ce XIIe siècle où le culte de Vishnu devenait prépondérant en Odisha, et où le courant religieux était imprégné de la doctrine Shrîvaishnava méridionale, il fallait un temple à la mesure de la dévotion.
Toutefois les mentions d'un temple de Jagannâtha à Purî précèdent largement le règne d'Anantavarman Chodaganga puisque les inscriptions créditent le roi Somavamshî Yayati II (1025-1040) de la restauration du temple.
Il est donc vraisemblable qu'un premier temple ait existé, au moins dès le Xe siècle et qu'au XIIe siècle sous l'essor de la doctrine Shrîvaishnava, école de bhakti (voir hindouisme) incluant Lakshmi, incarnée en Radha, dans le culte dû à Krishna, un second temple ait été édifié sur les fondations du temple primitif.
Le temple a été restauré au XIVe siècle et pour la dernière fois en 1922. On prétend qu'il possède les plus grandes cuisines au monde, pouvant préparer jusqu'à 100 000 repas les jours de fête et 25 000 ne sont pas inhabituels un jour normal. 6 000 prêtres sont à son service, classés en trente-six ordres.
Le temple est parfois surnommé la Pagode blanche, nom donné par les marins européens pour lesquels il était un repère de navigation du fait de sa surface recouverte de stuc. De la même façon, le temple de Sûrya à Konârak, situé près du rivage, un peu plus au nord, était la Pagode noire à cause du dépôt de saleté qui recouvrait sa pierre avant qu'il ne soit restauré.
Les Britanniques furent si impressionnés par les manifestations de ferveur qui avaient lieu au cours des Râthayâtra, qu'ils empruntèrent le nom de Jagannâth(a) pour faire le mot juggernaut qui signifie une force irrépressible.

## LeRâthayâtraou festival des chars

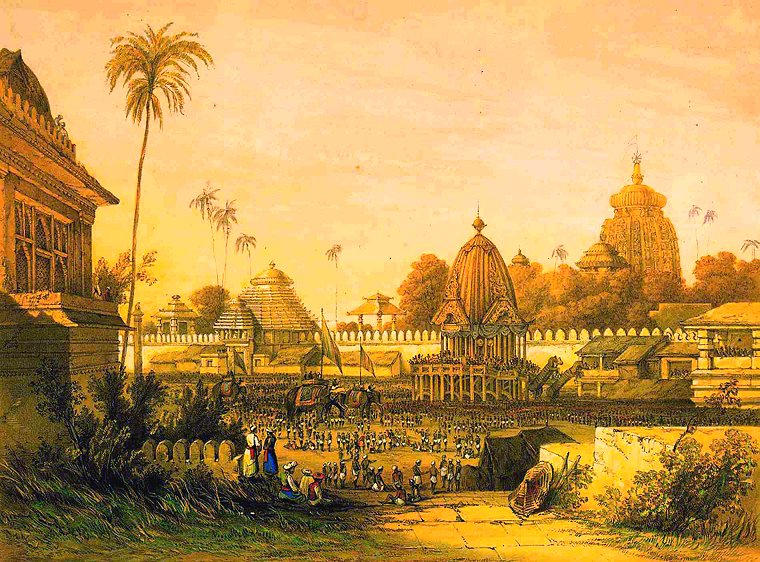
Le Râthayâtra vu par James Fergusson (1808-1886).

Durant le mois de juillet se déroule la fête du temple ou Râthayâtra - parfois nommée Gundichayâtra d'après le nom du temple où se termine la procession le Gundicha Mandir ou Ghoshayâtra, la procession des chars à Purî. Remontant au Xe ou XIe siècle, la fête des chars est soit la commémoration de l'épisode des Purana où Arjuna enlève Subhadra, la sœur de Krishna dans un char, soit une réminiscence des temps bouddhiques du Kalinga où étaient célébrés les trois joyaux du bouddhisme : le Bouddha, le Dharma et le Sangha. Le Râthayâtra offre d'ailleurs quelque ressemblance avec la Perahera, la fête où la relique de la dent de Bouddha conservée à Kandy, au Sri Lanka, est portée en procession sur un éléphant dans les rues de la ville, ce qui conforte l'identification de Dantapura à Purî.
Les festivités commencent par la construction des trois grands charriots, le troisième jour de la quinzaine lumineuse de Baisakha (le troisième jour après la nouvelle lune en mai), suivi du bain cérémonial le jour de pleine lune de Jyestha (juin - juillet) et la fête, proprement dite, débute le deuxième jour de la quinzaine lumineuse d'Ashadha et se termine avec le voyage de retour des divinités après un séjour d'une semaine au temple de Gundicha.

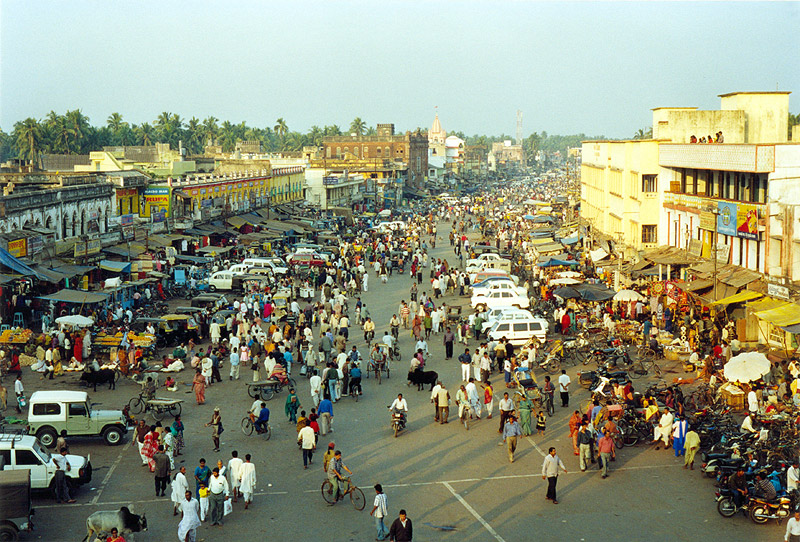
La Bada Danda un jour normal.

Le cortège divin, connu sous le nom de « Pahandi Bije », commence lorsque les déitiés sortent du temple pour être installées sur leur chariot, accompagnées par le rythme des cymbales et des tambours et par les chants dévotionnels. Une fois en place dans leur chariot respectif, accompagnées de leurs véhicules Garuda, Basudeva et Jayadurga, de leurs conducteurs Daruka, Matali et Arjuna, de leurs drapeaux Trailokyamohini, Umnani et Nadambika, le râja de Purî exécute le Chhera Pahanra — l'époussetage des chariots — avec une balayette dorée, puis commence la partie la plus importante de la cérémonie, la traction des chariots par les dévots sur la Bada Danda ou grand-rue, sur environ trois kilomètres, en direction du temple de Gundicha, Balabhadra en avant, suivie de Subhadra tandis que Jagannâtha ferme la route. L'épreuve de la traction des chariots est censée effacer tous les péchés et permettre la réalisation de tous les vœux.
Le Râthayâtra n'est pas complet sans le voyage de retour des déités au temple principal, le Bahudayâtra, qui a lieu dix jours plus tard et se déroule de manière identique.